# ジョナタン・ヘナト・バルボーザ
ジョナタン・カフー（Jonathan Cafú）あるいはカフー（Cafú）ことジョナタン・ヘナト・バルボーザ（ポルトガル語: Jonathan Renato Barbosa、1991年7月10日 - ）は、ブラジルとブルガリアのサッカー選手。ポジションはFW。

## クラブ歴
リオ・クラロFCの下部組織からデスポルチーヴォ・ブラジルに行き選手となった。2011年にボアヴィスタSCに移籍するも出場は1試合のみに止まった。翌年キンゼ・デ・ピラシカーバに移籍、2013年にはカピヴァリアーノFCに期限付き移籍しながら2014年まで在籍した。
2014年4月には、イタリアと日本のクラブから興味を持たれていたが、カンピオナート・ブラジレイロ・セリエBのAAポンチ・プレッタに加入した。5月21日にスターティングメンバーに名を連ねて初出場。32試合6得点を記録、クラブもカンピオナート・ブラジレイロ・セリエAに復帰した。
2015年1月14日にサンパウロFCに3年契約で加入、移籍金は300万レアル。
2015年7月27日にPFCルドゴレツ・ラズグラドに加入。移籍金は220万ユーロ。8月8日にセカンドチームでフル出場しブルガリアデビューとなった。トップチーム初出場は9月12日で、36分にアレクサンダル・ヴァシレフに代えての投入であった。その後はレギュラーとして起用されリーグ制覇に貢献した。UEFAチャンピオンズリーグ 2016-17 予選ではレッドスター・ベオグラードから2得点をあげて、2戦合計6-4の勝利に貢献した。その後プレーオフでも勝ち抜きグループリーグではFCバーゼルとのアウェー戦で得点を記録、またアーセナルFC戦ではクラウディウ・ケセルにアシストを記録した。
2017年8月にリーグ・アンのFCジロンダン・ボルドーに750万ユーロと報じられる移籍金で移籍。背番号は22番。2018年夏にレッドスター・ベオグラードに期限付き移籍。
2020年、SCコリンチャンス・パウリスタに3年契約で移籍した。

## タイトル

### クラブ
ルドゴレツ・ラズグラド
- ブルガリアプロサッカーリーグ: 2015-16, 2016-17

レッドスター・ベオグラード
- セルビア・スーペルリーガ: 2018-19

### 個人
- ブルガリアプロサッカーリーグ年間最優秀外国人賞: 2016[9]